# بی ونگ
بی ونگ (انگلیسی: Bee Vang؛ زادهٔ ۴ نوامبر ۱۹۹۱) یک هنرپیشه اهل ایالات متحده آمریکا است.
از فیلم‌ها یا برنامه‌های تلویزیونی که وی در آن نقش داشته است می‌توان به گرن تورینو اشاره کرد.